# Democrinus
Genre
Democrinus est un genre de crinoïdes de la famille des Bourgueticrinidae.

## Liste des genres
Selon World Register of Marine Species (22 mars 2015) :
- Democrinus aoteanus McKnight, 1973
- Democrinus brevis (AH Clark, 1909)
- Democrinus chuni (Döderlein, 1907)
- Democrinus conifer (AH Clark, 1909)
- Democrinus globularis Gislén, 1925
- Democrinus japonicus (Gislén, 1927)
- Democrinus nodipes (Döderlein, 1907)
- Democrinus parfaiti Perrier, 1883
- Democrinus rawsonii (Pourtalès, 1874)
- Democrinus weberi (Döderlein, 1907)